# لیم هیون گیو
لیم هیون گیو (انگلیسی: Lim Hyun-gyu؛ زادهٔ ۱۶ ژانویهٔ ۱۹۸۵) ورزشکار هنرهای رزمی ترکیبی اهل کره جنوبی است.